# Лугове (Вадінський район)
Лугове́ (рос. Луговое) — село у складі Вадінського району Пензенської області, Росія.
Населення — 89 осіб (2010; 133 у 2002).
Національний склад станом на 2002 рік:
- росіяни — 94 %